# Simplimorpha
Simplimorpha là một chi bướm đêm thuộc họ Nepticulidae.

## Các loài
- Simplimorpha lanceifoliella (Vari, 1955)
- Simplimorpha promissa (Staudinger, 1870)